# Snajper
Snajper (Снайпер, Il cecchino) è un film del 1931 diretto da Semёn Alekseevič Timošenko.